# Biclotymol
Le Biclotymol ou méthylène-2,2'bis(chloro-4 thymol) est une substance phénolique (à base d'acide phénique) ayant des propriétés :
- biocides (certaines) et selon certaines sources [2]
- antalgique
- anti-inflammatoire...

Cette substance active est pour cette raison utilisée comme antiseptique pour certaines affections ORL ; dans certains médicaments visant à traiter les infections de la bouche et de la gorge (uniquement les infections peu intenses et sans fièvre ou en présence d'aphtes ou de plaies de la bouche).  

Selon les médicaments, il peut être nébulisé ou pris sous forme de pastilles ou sirop, avec d'éventuels excipients (glucose, saccharose, jaune orangé S, parfums, lécithine de soja, etc.).
Ce médicament n'est pas conseillé aux très jeunes enfants (sous forme de spray). Son utilisation peut déséquilibrer la microflore naturelle de la bouche et de la sphère ORL.
Le traitement ne doit pas dépasser 5 jours et être accompagné d'un suivi de la température. 
Du paracétamol ou de l'ibuprofène ou/et un collutoire ou un sirop peuvent être pris conjointement selon les conseils du médecin ou pharmacien. 
D'autres symptômes (de type allergiques notamment ou l'absence d'amélioration après 5 jours) doivent conduire à une consultation médicale.

## Autres principes d'action
Cette molécule comprend une partie hydrophile et une partie lipophile, ce qui lui permet de perturber la perméabilité sélective des membranes cellulaires. C'est aussi un « poison protoplasmique » qui inactive certaines enzymes et dénature certaines protéines (en donnant des protéinates insolubles) . La position des atomes de chlore dans la molécule renforce encore l'effet antiseptique de celle-ci . 

## Médicaments intégrant cette molécule
Selon le Vidal (consulté 2009 08 10 pour plus de précisions et mises à jour voir le site du VIDAL), on le trouve dans les médicaments suivants :
- Hexalyse
- Hexapneumine (sirop Adulte et Enfant)
- Hexapneumine (sirop Nourrisson)
- Hexarhume
- Hexaspray
- Humex mal de gorge (pastilles)
- Sagaspray
- Solutricine Maux de gorge Biclotymol